# Chreščatyk
Chreščatyk (in ucraino Хрещатик?; in russo Крещатик?, Kreščatik) è la strada principale di Kiev, Ucraina. Il nome deriva dalla parola slava krest ("croce"). 
La strada, larga tra gli 80 e 100 metri, venne costruita nei primi decenni del XIX secolo dove prima si trovava un'ampia vallata utilizzata come riserva di caccia. Le strade che l'attraversavano collegavano la parte bassa della città, quella alta e il centro storico, nel tempo si creò l'esigenza di trasformare Chreščatyk in un'arteria principale della città.
Tutta la strada è stata completamente distrutta durante la seconda guerra mondiale da parte dell'Armata Rossa in ritirata e ricostruita dopo la guerra secondo i caratteri tipici del classicismo socialista. La strada è stata notevolmente rinnovata nel corso del periodo moderno di indipendenza dell'Ucraina. La strada è il centro amministrativo e commerciale della città, e quindi un luogo popolare per i kieviani.

## Monumenti e luoghi di interesse
Chreščatyk è una nota destinazione per turisti e kieviani. Durante i fine settimana e i giorni festivi, la strada viene chiusa al traffico e diventa zona pedonale. Sulla strada si affacciano numerosi negozi alla moda, caffè e ristoranti. 
La strada, lunga circa 1,5 km si dipana da Piazza Europea fino a Piazza Bessarabia, nel suo percorso attraversa Majdan Nezaležnosti. Diversi sono gli edifici storici e i punti di interesse situati lungo la strada:
- In Piazza Bessarabia si trova il mercato coperto Bessarabia, un mercato coperto del XIX secolo
- Due sono i centri commerciali sotterranei, Metrohrad e Globus
- Diversi edifici risalenti alla prima metà del XX secolo
- Il centro commerciale centrale (ЦУМ) aperto nel 1939
- "Quartiere Besarabs'kyj" (un complesso di negozi e uffici, in parte del diciannovesimo secolo, comprende anche il PinchukArtCentre di arte contemporanea)
- Kyïvs'kyj Pasaž, una piccola stretta strada commerciale e residenziale
- Municipio (Kyïvrada)
  - Ufficio postale centrale (Poštam)
  - Auditorium dell'Accademia musicale nazionale
  - i resti della medievale Porta Ljads'ki sotto la piazza
  - Hotel Ucraina (precedentemente chiamato Moskva)
- Piazza Europea (Європейська площа), con:
  - Hotel Dnipro
  - UNIAN edificio agenzia di stampa
  - Casa ucraina (Ukraïns'kyj dim), sala conferenze e mostre
  - Filarmonica di Kiev (XIX secolo)
  - Arco dell'amicizia dei popoli, monumento dedicato alla unificazione di Russia e Ucraina, con la firma del trattato di Perejaslav.

Chreščatyk è un posto tradizionale per feste e concerti all'aperto ed è un luogo frequentato da musicisti di strada. Importanti celebrazioni e parate si svolgono nel giorno di Kiev (День Києва), l'ultima domenica di maggio, nella Giornata della vittoria (9 maggio) e nel Giorno dell'Indipendenza dell'Ucraina (24 agosto).

## Galleria d'immagini

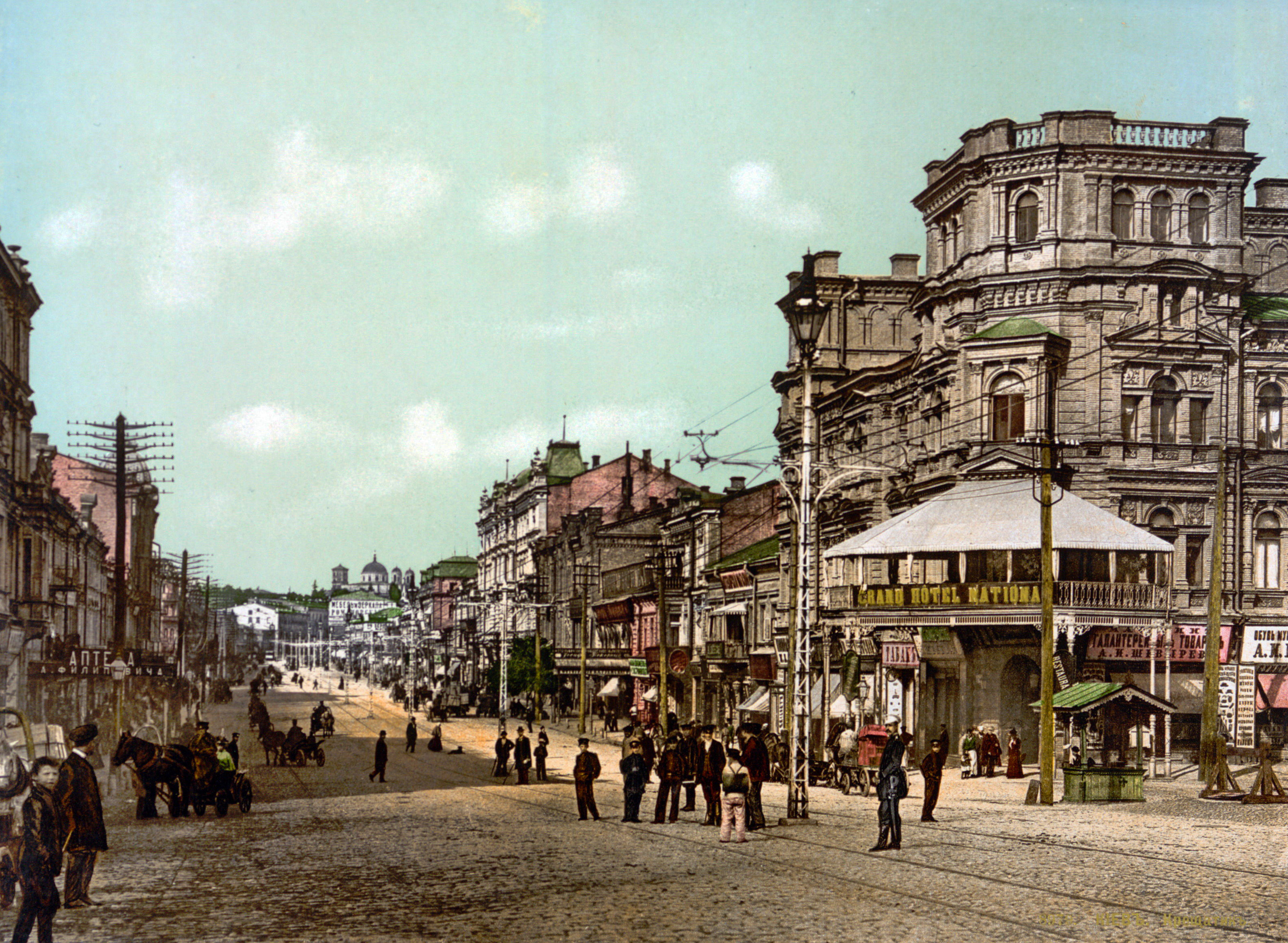
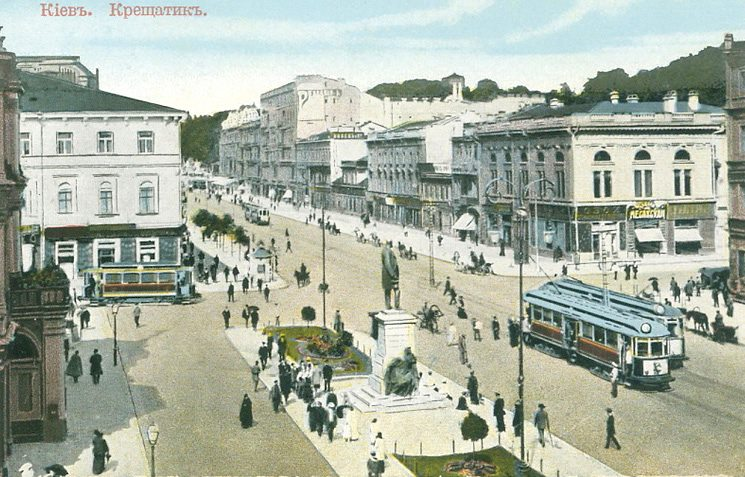
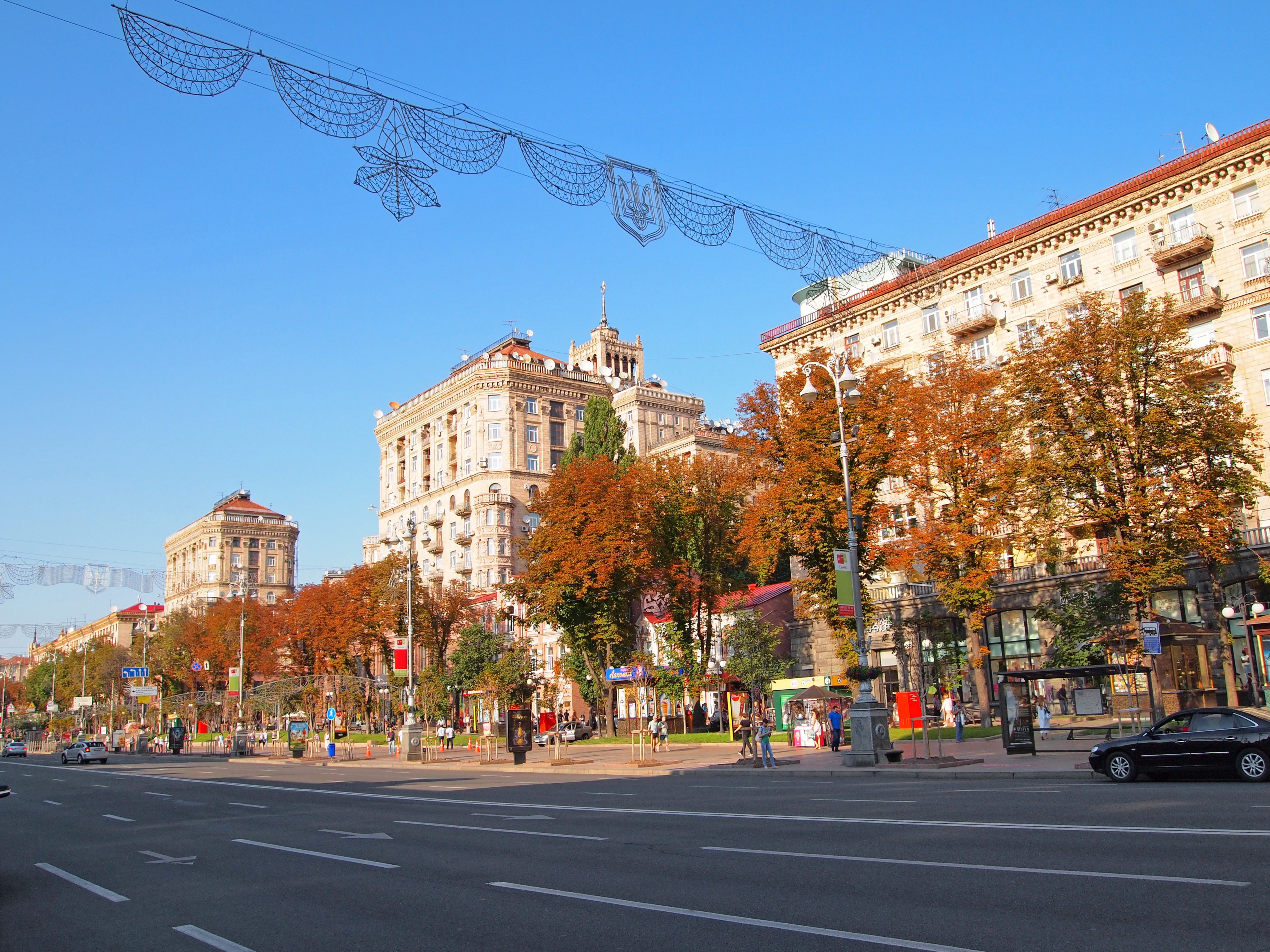
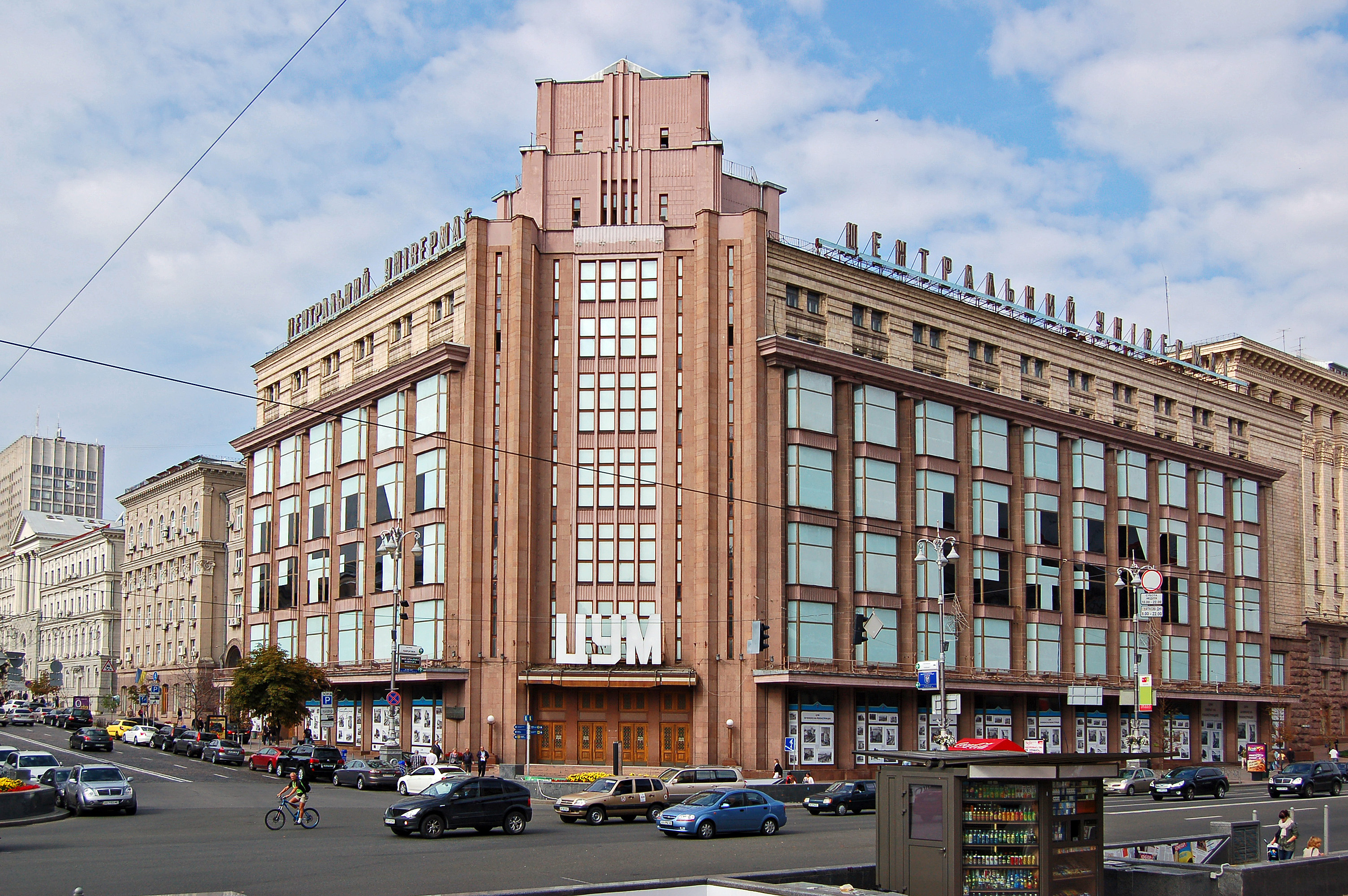
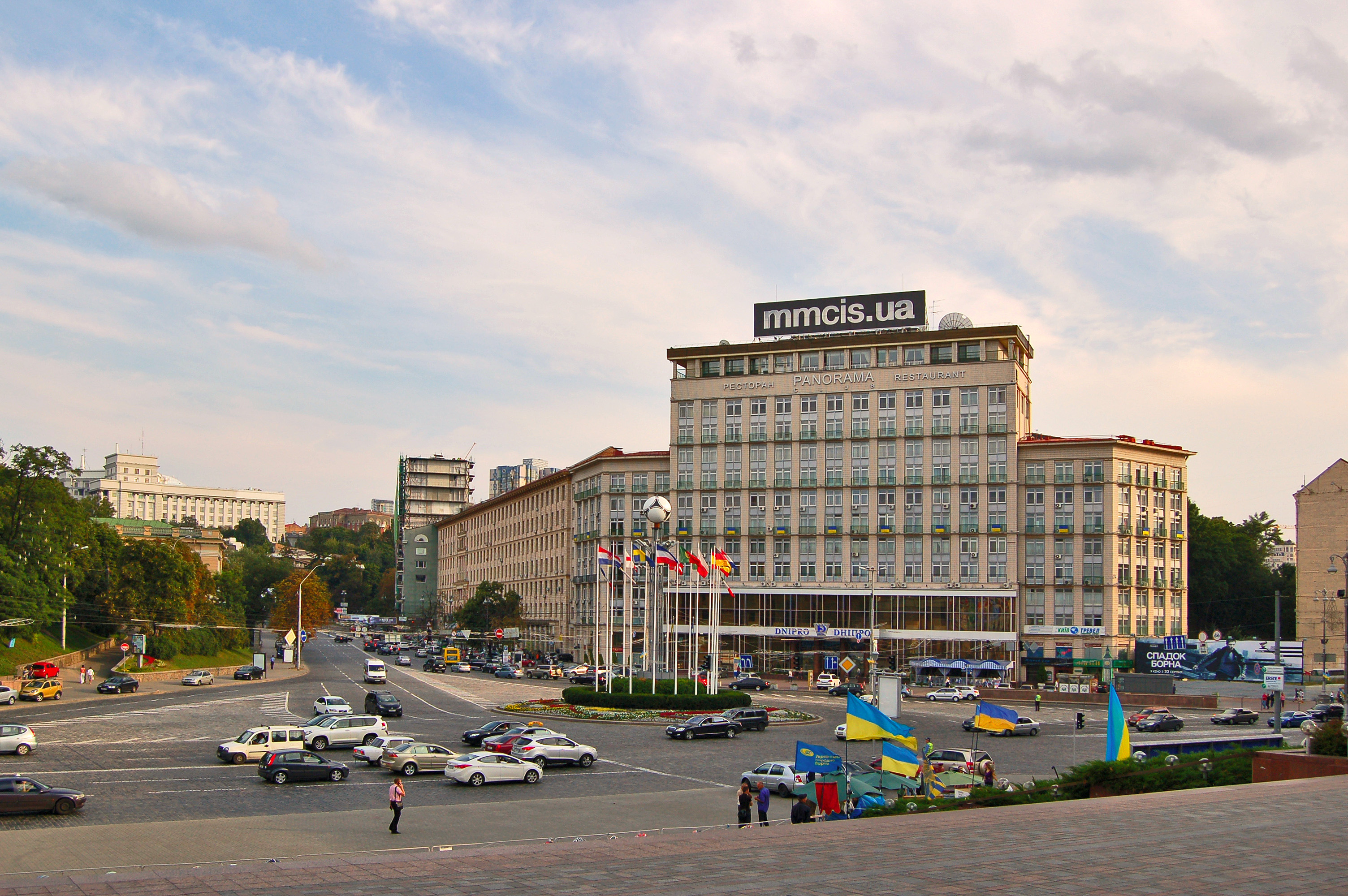
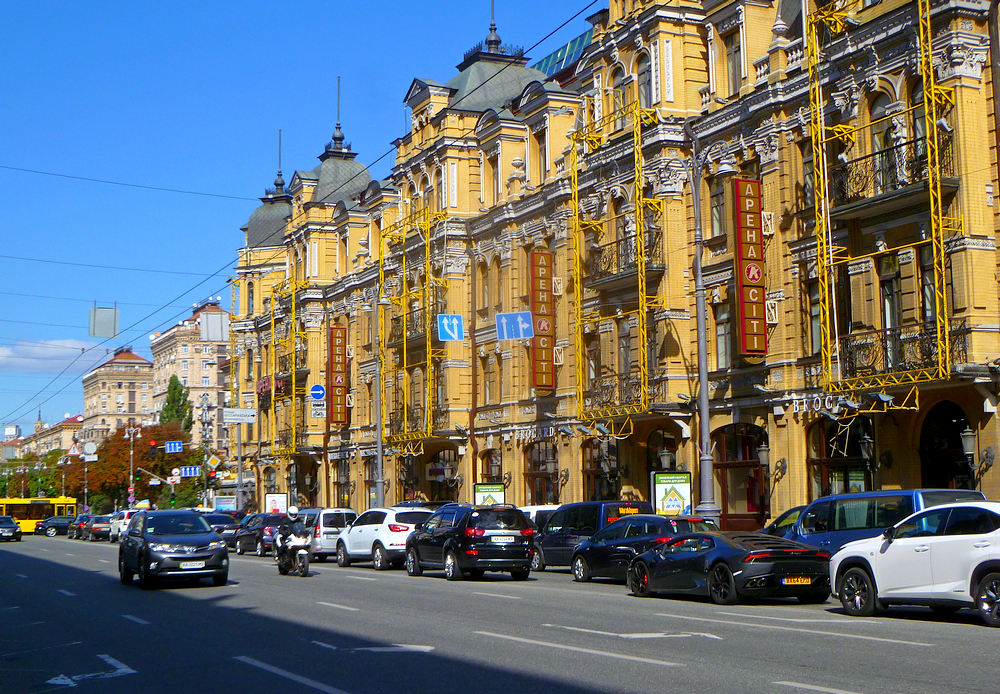